# اسدالله چراغی
 اسدالله چراغی (زاده ۱۳۵۶، دهلران) نمایندهٔ دورهٔ دوازدهم مجلس شورای اسلامی از حوزه انتخابیه دهلران، دره‌شهر و آبدانان در استان ایلام است که با کسب ۳۱۵۹۵ رای به مجلس شورای اسلامی راه پیدا کرد. وی پیش تر معاون درمان بیمارستان گلستان اهواز بود.